# Trandafir albastru

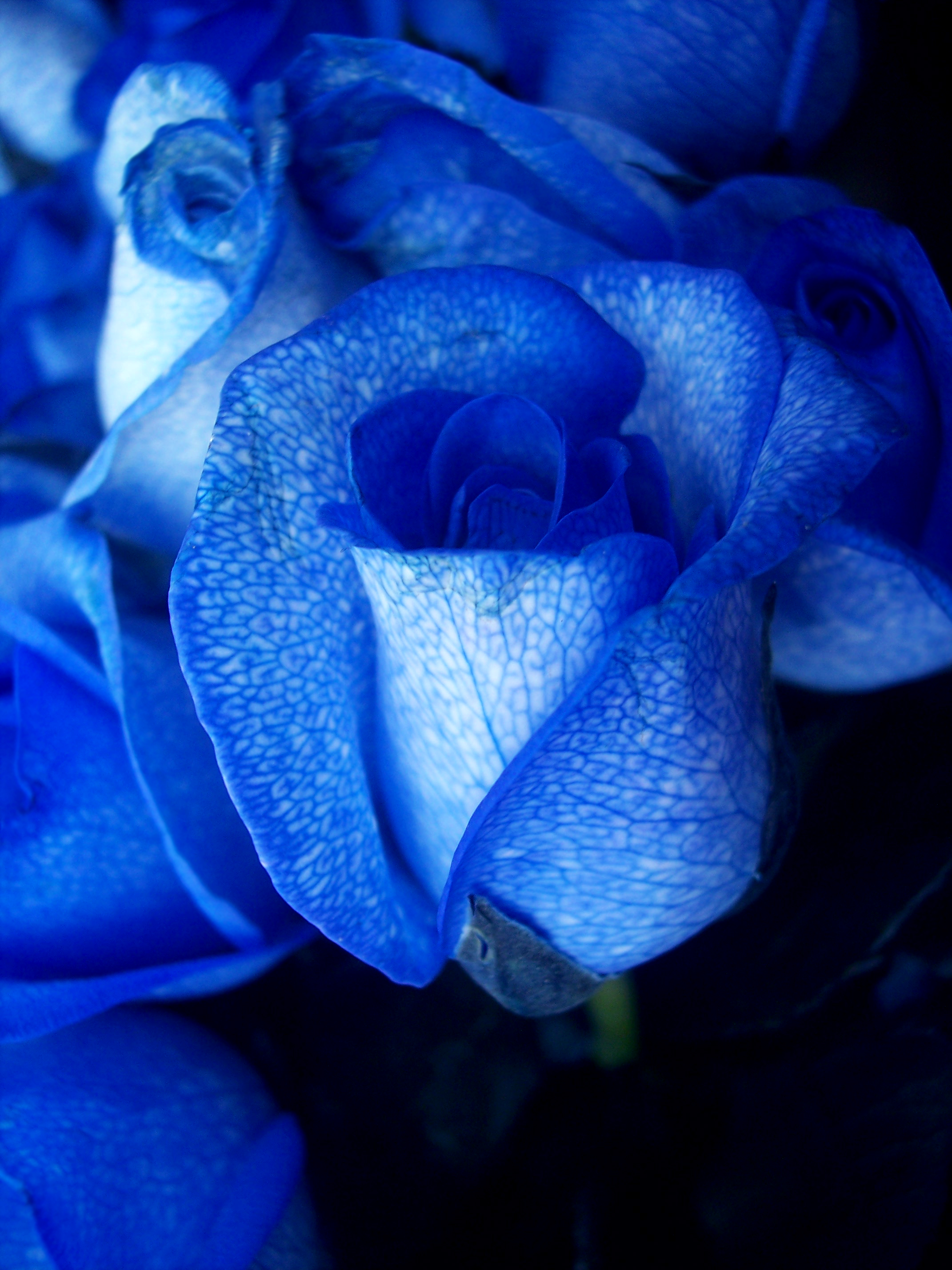
Trandafiri albaștri creați prin colorarea artificială a trandafirilor albi.

Un trandafir albastru este o floare din genul Trandafir (familia Rosaceae) care prezintă o pigmentație de la albastru la violet în loc de roșu, alb sau galben, care sunt mai frecvente. Trandafirii albaștri sunt adesea folosiți pentru a simboliza misterul sau atingerea imposibilului. Cu toate acestea, din cauza limitărilor genetice, ei nu există în natură. În 2004, cercetătorii au folosit modificarea genetică pentru a crea trandafiri care conțin pigmentul albastru delfinidină.
Așa-numiții "trandafiri albaștri" au fost crescuți prin metode convenționale de hibridare, dar rezultatele, cum ar fi "Blue Moon", sunt descrise mai exact ca fiind de culoare lila.

## Trandafiri vopsiți
Deoarece trandafirii albaștri nu există în natură, deoarece trandafirii nu au gena specifică care are capacitatea de a produce o culoare „albastru adevărat,” trandafirii albaștri sunt creați în mod tradițional prin vopsirea trandafirilor albi. Într-o carte intitulată Kitāb al-filāḥah, scrisă de Ibn al-'Awwām al-Ishbīlī în limba arabă în secolul al XII-lea și tradusă în franceză de J. J. Clement sub titlul Le livre de l'agriculture, există referiri la trandafirii de culoare albastru azuriu care erau cunoscuți în Orient. Acești trandafiri albaștri erau obținuți prin introducerea unui colorant albastru în scoarța rădăcinilor.

## Trandafiri obținuți prin inginerie genetică

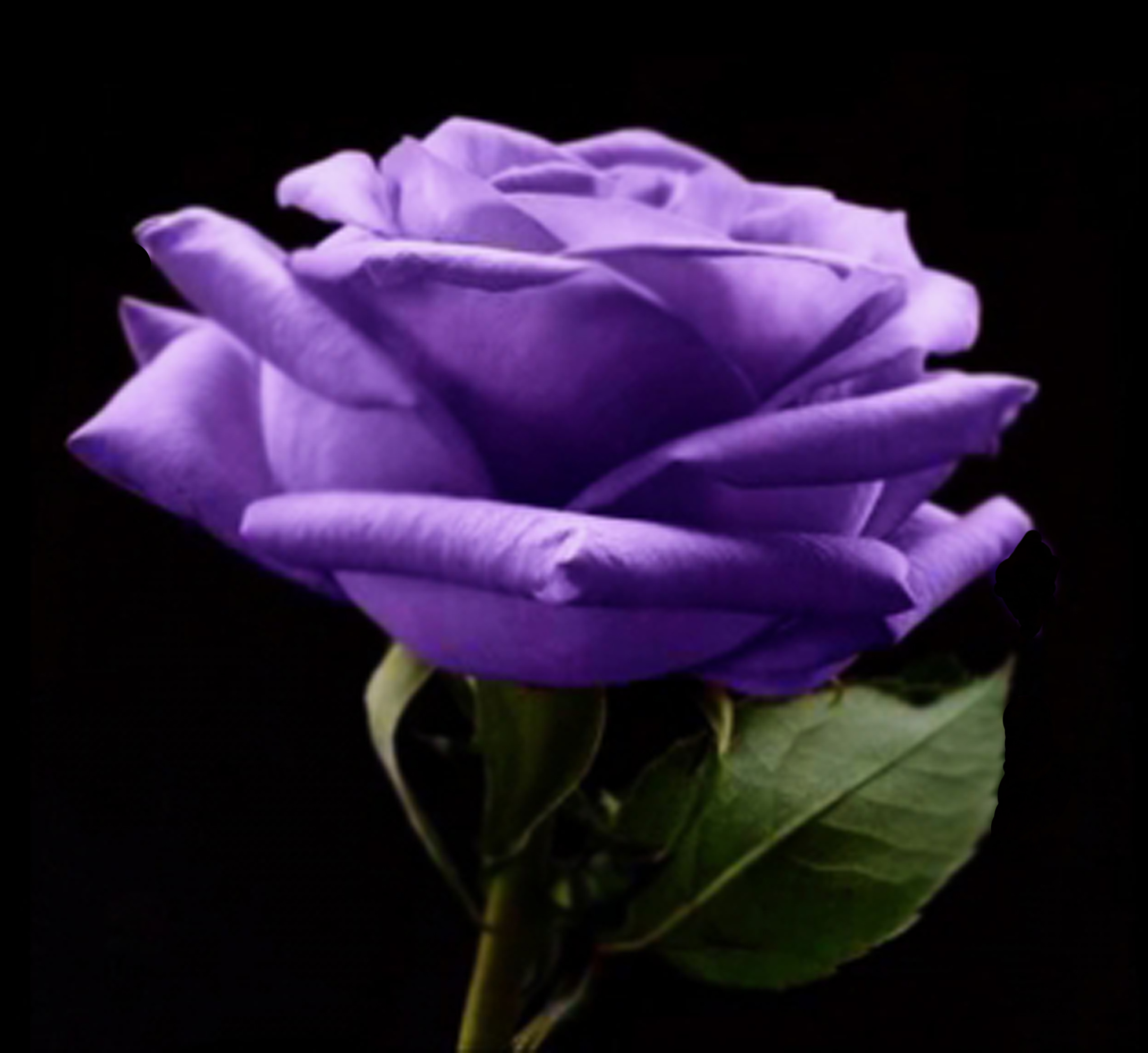
Trandafir violet

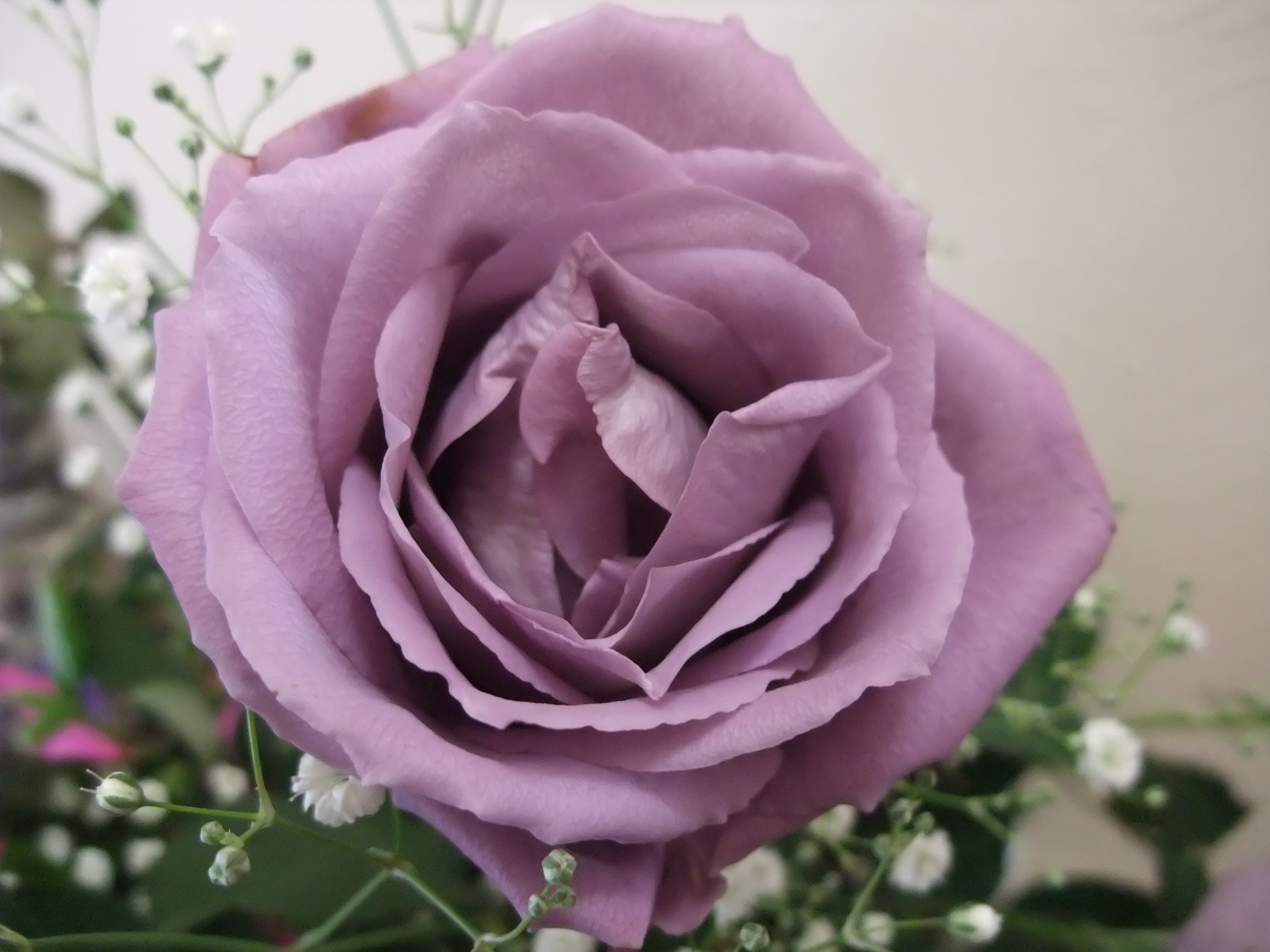
Suntory, „trandafir albastru,” care este, de fapt, lila, violet

Oamenii de știință nu au reușit încă să producă un trandafir cu adevărat albastru; cu toate acestea, după treisprezece ani de cercetări în colaborare între o companie australiană, Florigene, și o companie japoneză, Suntory, un trandafir care conține pigmentul albastru delfinidină a fost creat în 2004 prin inginerie genetică a unui trandafir alb. Compania și presa l-au descris ca fiind un trandafir albastru, dar este de culoare lavanda sau mov deschis.
Începând din 2008, trandafirii modificați genetic erau cultivați în loturi de testare la instituția de semințe Martino Cassanova din South Hampshire, potrivit purtătorului de cuvânt al companiei, Atsuhito Osaka. Suntory ar fi vândut 10.000 de trandafiri albaștri Applause în Japonia în 2010. Prețurile erau cuprinse între 2.000 și 3.000 de yeni sau între 22 și 35 de dolari SUA pe tulpină. Compania a anunțat că vânzările din America de Nord vor începe în toamna anului 2011.

## Galerie

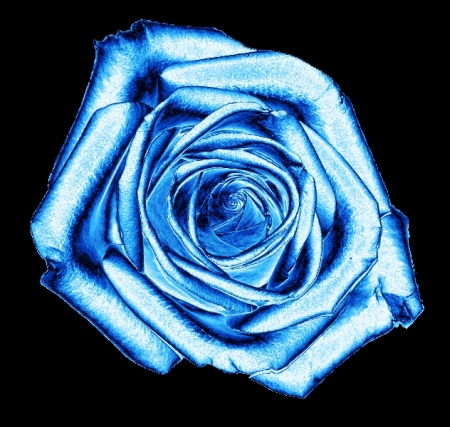
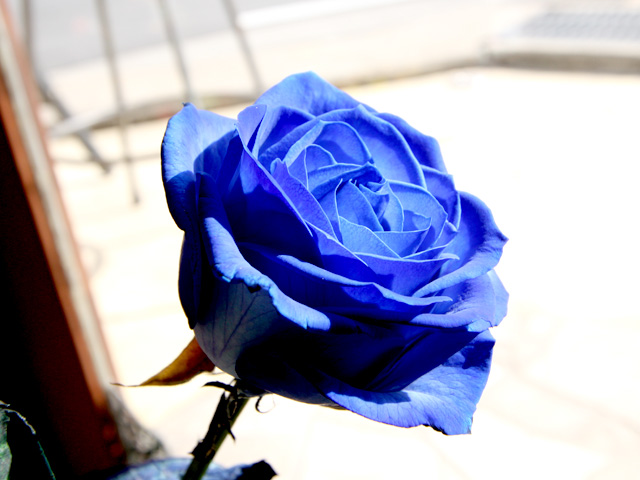
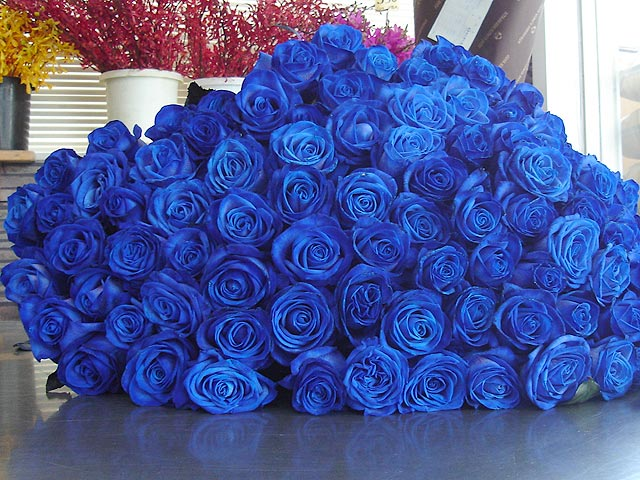
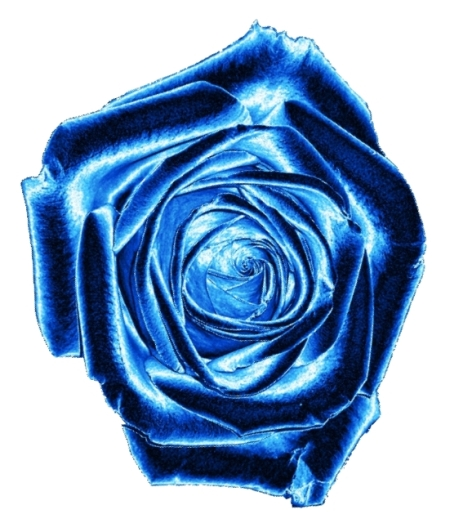
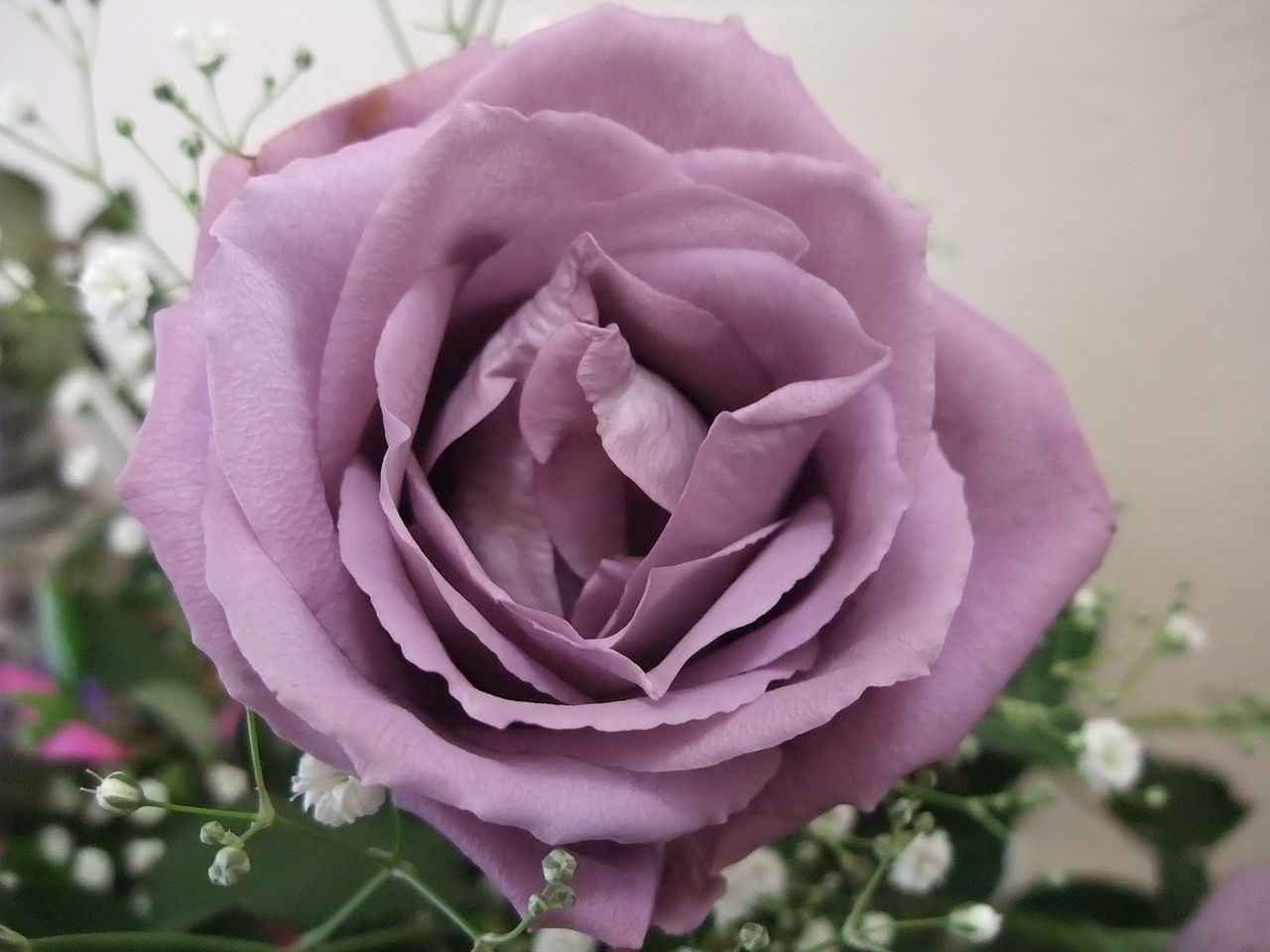
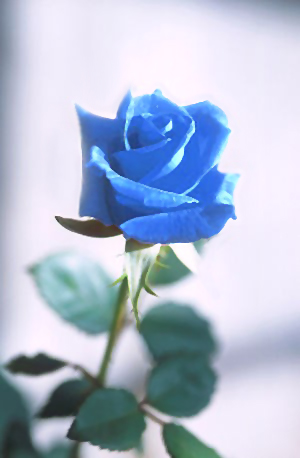
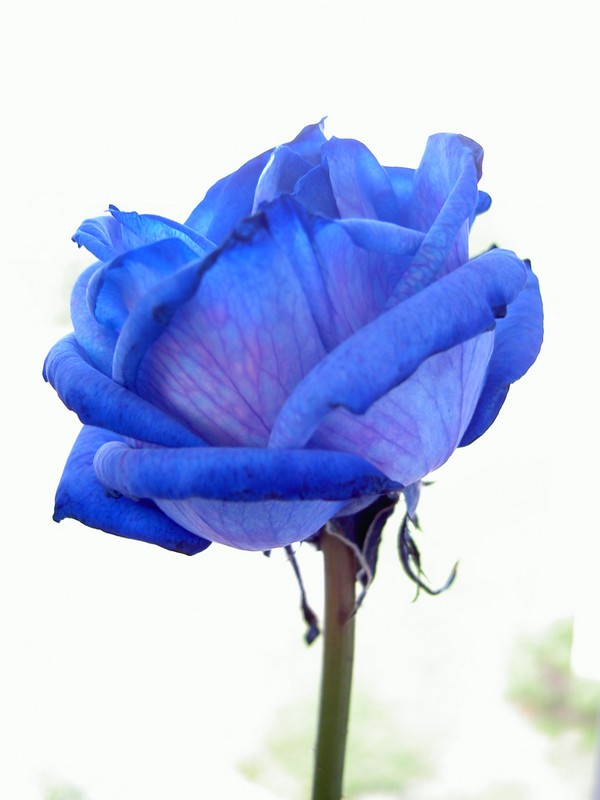
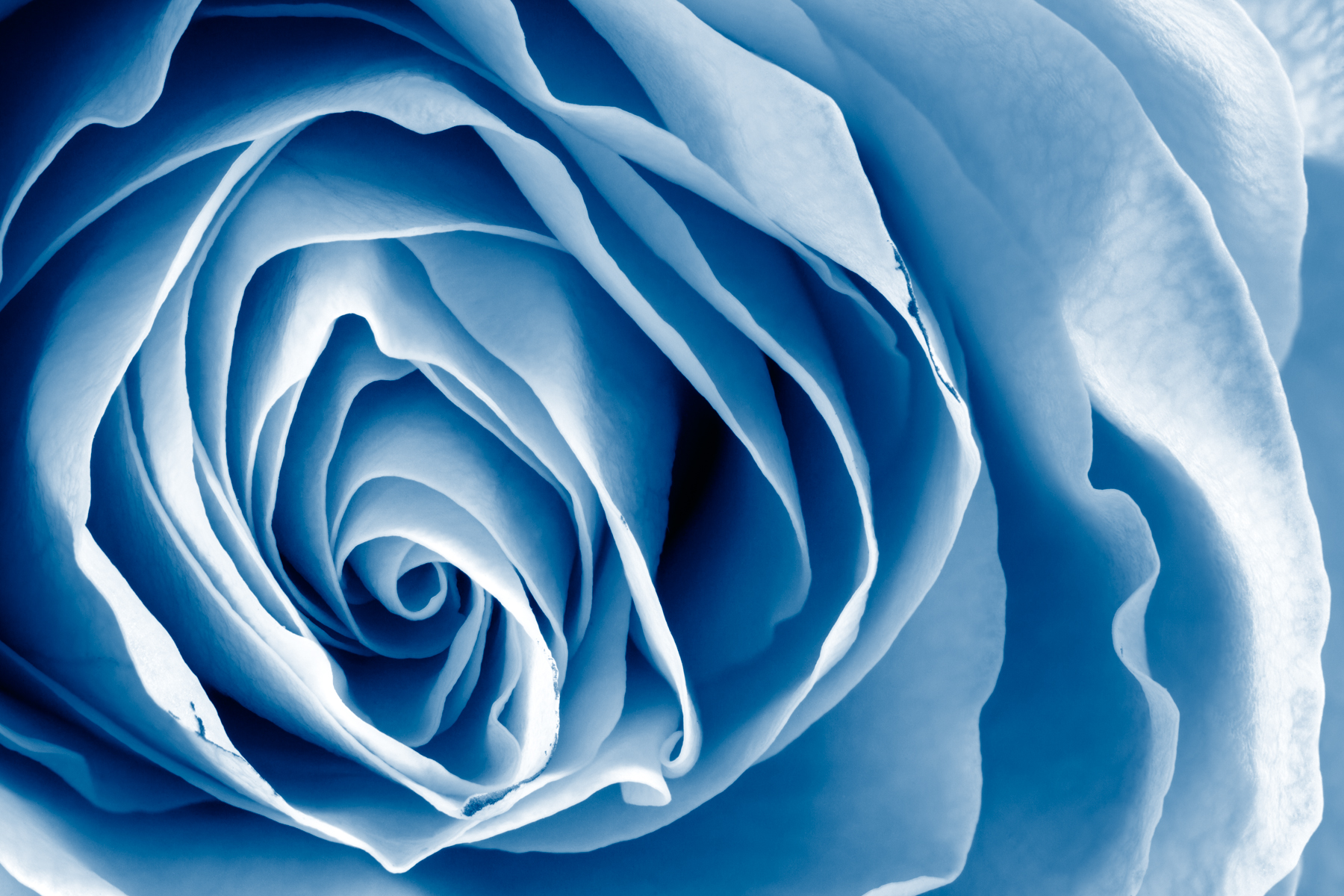
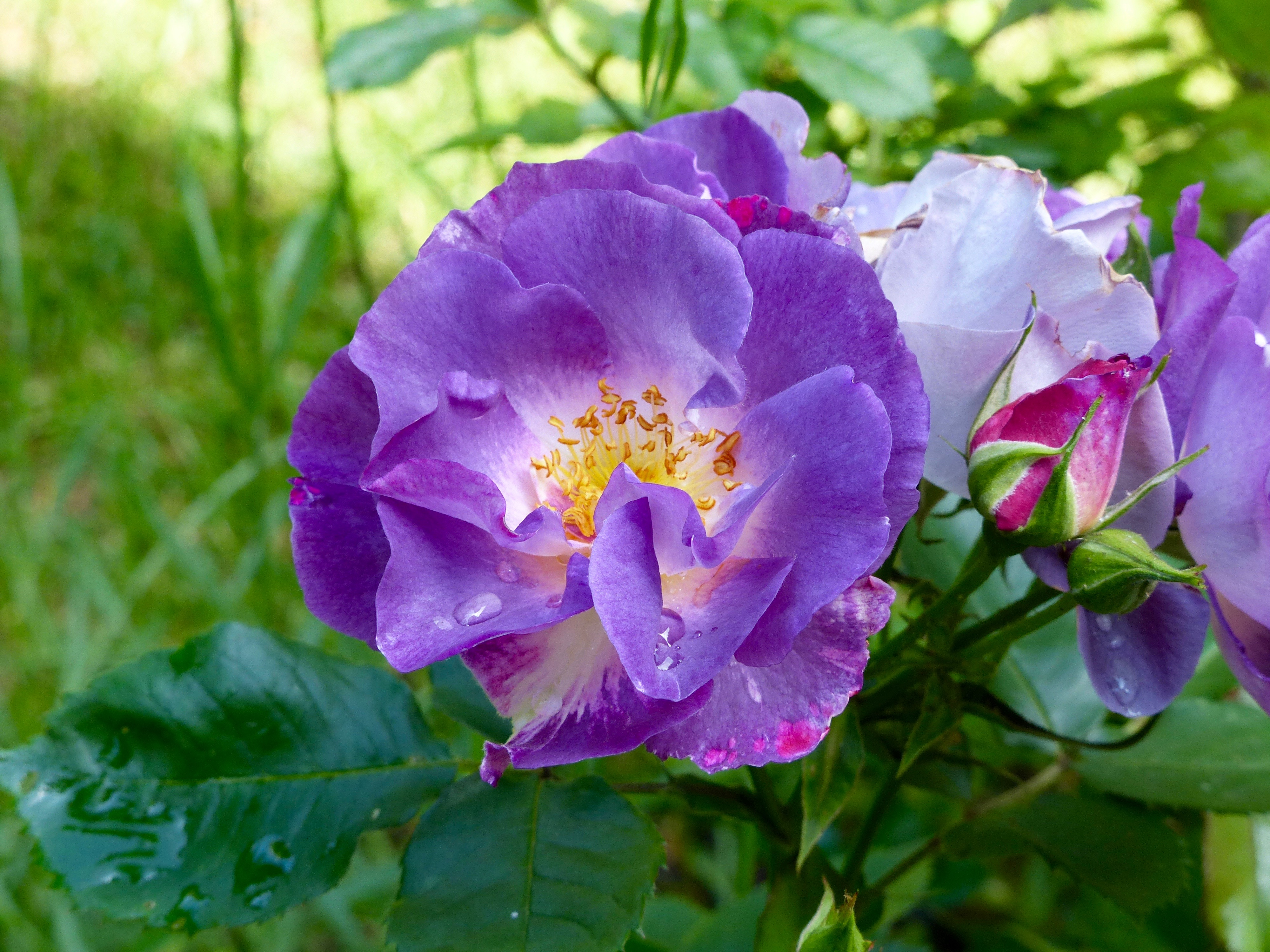
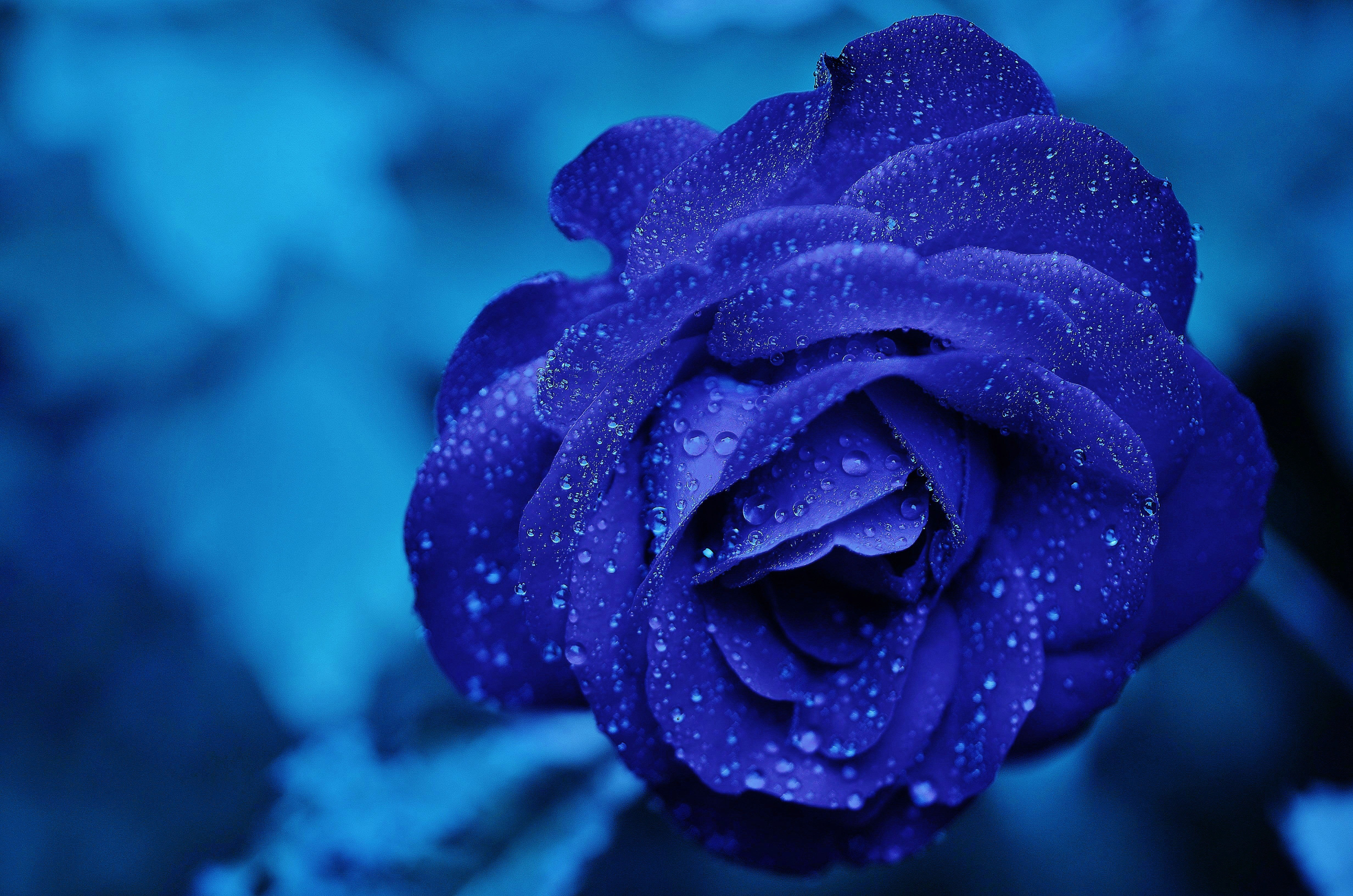
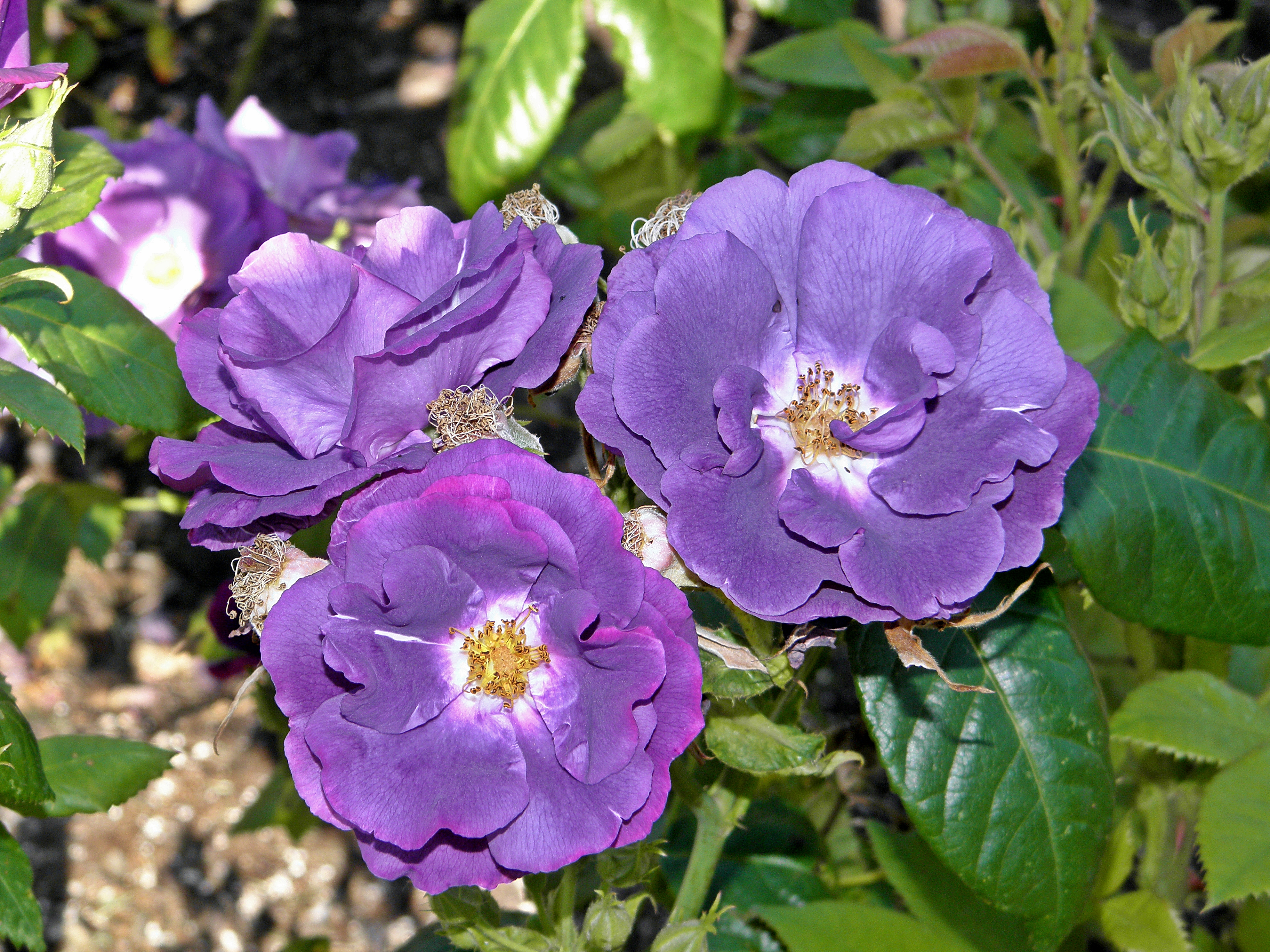
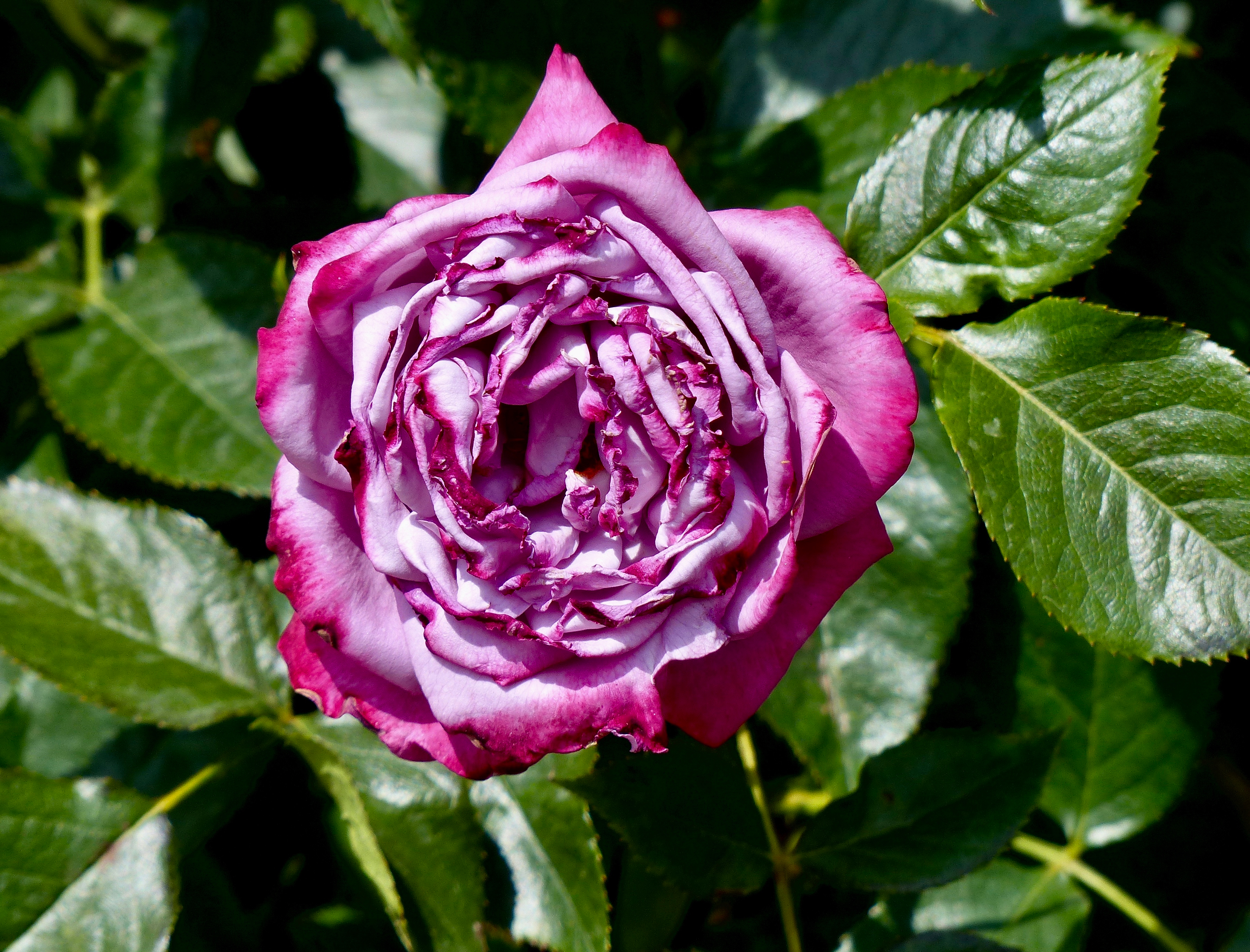